# Otterswang (Bad Schussenried)
Otterswang ist ein Ortsteil der Stadt Bad Schussenried im Landkreis Biberach in Oberschwaben mit etwa 930 Einwohnern.
Das Dorf liegt rund zwei Kilometer südlich von Bad Schussenried. 

## Geschichte
Der Ort wurde 1083 als „Otolveswanc“ erstmals erwähnt. Edelfreie von Otterswang werden von 1083 bis 1187 genannt. Die Nachfolge traten teilweise die Grafen von Aichelberg an, die 1237 einen Ritter Heinrich von Otterswang als ihren Ministerialen bezeichneten. 
Einen Teil des Ortes hatten die Herren von Gundelfingen inne, die 1269 die Hälfte von Burg und Dorf dem Bistum Konstanz im Tausch gegen andere Rechte zu Lehen auftrugen. Der größte Teil des Dorfes kam noch im 13. Jahrhundert an die Schenken von Winterstetten-Schmalegg, die schon 1243 hier nachzuweisen sind.
Die abgegangene Burg (1269 castrum) befand sich auf der Höhe des Weilers Burg. 1380 verkaufte Hermann Schenk Burg und Dorf an Heinrich von Emerkingen. Von diesem ging der Ort 1381 an Sophie von Stubenberg, deren Erben den Besitz 1420 dem Kloster Schussenried überließen. 
Durch die Säkularisation des Klosters im Jahr 1803 kam Otterswang an die Grafen von Sternberg-Manderscheid und unterstand aufgrund der Mediatisierung ab 1806 der württembergischen Landesherrschaft.
Die Gemeinde Otterswang gehörte zum württembergischen Oberamt Waldsee. Bei der Kreisreform 1938 wurde die Gemeinde in den Landkreis Biberach eingegliedert. 
Im Zuge der Gebietsreform in Baden-Württemberg wurde am 1. Januar 1972 die Gemeinde Otterswang mit Atzenberg, Burg, Fünfhäuser, Hopferbach, Laimbach und dem Gehöft Schwaigfurt in die Stadt Bad Schussenried eingegliedert.
Das Otterswanger Oberschwäbisch ist die dem im heutigen Rumänien gesprochenen Sathmarschwäbisch ähnlichste Dialektform.

## Kulturdenkmale

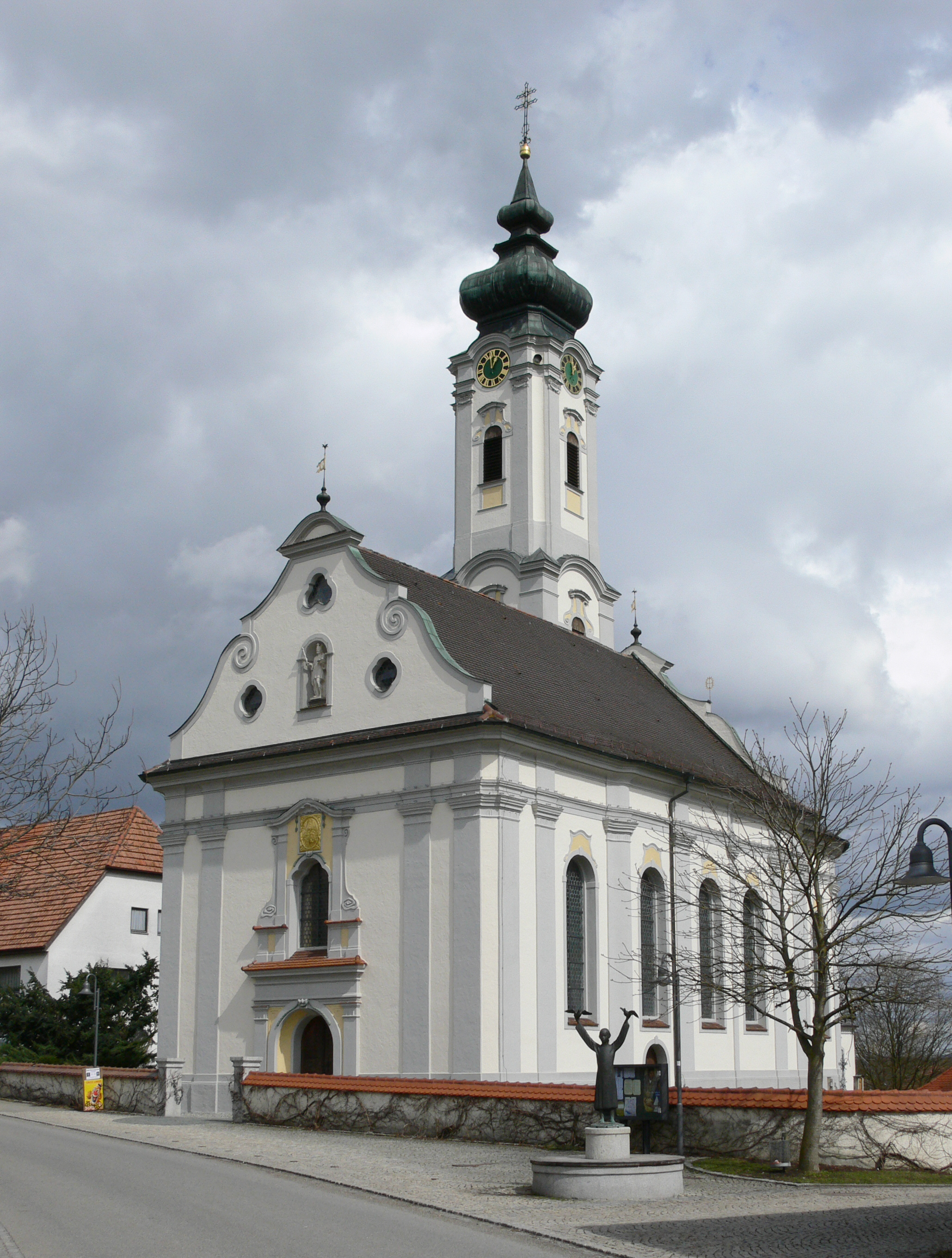
Pfarrkirche St. Oswald

Siehe auch: Liste der Kulturdenkmale in Otterswang
- Katholische Pfarrkirche St. Oswald
- Pfarrhaus, erbaut 1719